# Glyphocrangon aurantiaca
Glyphocrangon aurantiaca är en kräftdjursart som beskrevs av Holthius 1971. Glyphocrangon aurantiaca ingår i släktet Glyphocrangon och familjen Glyphocrangonidae. Inga underarter finns listade i Catalogue of Life.